# Facundo Farías
Facundo Hernán Farías (Santa Fe, 28 agosto 2002) è un calciatore argentino, centrocampista o attaccante dell'Estudiantes (LP).

## Caratteristiche tecniche
Di ruolo trequartista, può essere impiegato pure come seconda punta. Dispone di buon dribbling (anche stretto), controllo palla, agilità e scatto. Abile nel fornire assist ai compagni, sa essere incisivo anche in zona gol. Bravo a disorientare gli avversari tramite finte, si distingue anche per l'istinto e la furbizia con cui gioca.

## Carriera

### Club
Cresciuto nel settore giovanile del Colón (SF), debutta in prima squadra il 2 novembre 2015 in occasione dell'incontro di Primera División perso 2-0 contro l'Atl. Tucumán. Segna il primo gol tra i professionisti in occasione della vittoria per 2-0 contro il Defensa y Justicia.
Il 29 luglio 2023 viene acquistato dall'Inter Miami.
Il 19 gennaio 2024, durante un amichevole dell'Inter Miami contro la nazionale salvadoregna, è costretto ad uscire prematuramente dal campo a causa di un infortunio, che poi si scoprirà essere la rottura del legamento crociato.

### Nazionale
Ha giocato nella nazionale argentina Under-23.

## Statistiche

### Presenze e reti nei club
Statistiche aggiornate al 5 aprile 2025.
| Stagione           | Squadra            | Campionato         | Campionato | Campionato | Coppe nazionali | Coppe nazionali | Coppe nazionali | Coppe continentali | Coppe continentali | Coppe continentali | Altre coppe | Altre coppe | Altre coppe | Totale | Totale |
| Stagione           | Squadra            | Comp               | Pres       | Reti       | Comp            | Pres            | Reti            | Comp               | Pres               | Reti               | Comp        | Pres        | Reti        | Pres   | Reti   |
| ------------------ | ------------------ | ------------------ | ---------- | ---------- | --------------- | --------------- | --------------- | ------------------ | ------------------ | ------------------ | ----------- | ----------- | ----------- | ------ | ------ |
| 2019-2020          | Colón (SF)         | PD                 | 2          | 0          | CA+CdL          | 0+9             | 0+3             | -                  | -                  | -                  | -           | -           | -           | 11     | 3      |
| 2021               | Colón (SF)         | PD                 | 22         | 3          | CA+CdL          | 2+11            | 0+2             | -                  | -                  | -                  | TC          | 1           | 0           | 36     | 5      |
| 2022               | Colón (SF)         | PD                 | 16         | 3          | CA+CdL          | 2+13            | 0+2             | CL                 | 8                  | 3                  | -           | -           | -           | 39     | 8      |
| gen.-lug. 2023     | Colón (SF)         | PD                 | 8          | 0          | CA+CdL          | -               | -               | -                  | -                  | -                  | -           | -           | -           | 8      | 0      |
| Totale Colón (SF)  | Totale Colón (SF)  | Totale Colón (SF)  | 48         | 6          |                 | 37              | 7               |                    | 8                  | 3                  |             | 1           | 0           | 94     | 16     |
| lug.-dic. 2023     | Inter Miami        | MLS                | 11         | 3          | USOC            | 2               | 0               | -                  | -                  | -                  | LC          | 0           | 0           | 13     | 3      |
| 2024               | Inter Miami        | MLS                | 0          | 0          | -               | -               | -               | CCC                | -                  | -                  | LC          | -           | -           | 0      | 0      |
| Totale Inter Miami | Totale Inter Miami | Totale Inter Miami | 11         | 3          |                 | 2               | 0               |                    | -                  | -                  |             | 0           | 0           | 13     | 3      |
| 2025               | Estudiantes (LP)   | PD                 | 3          | 0          | CA              | 0               | 0               | CL                 | 1                  | 0                  | -           | -           | -           | 4      | 0      |
| Totale carriera    | Totale carriera    | Totale carriera    | 62         | 9          |                 | 39              | 7               |                    | 9                  | 3                  |             | 1           | 0           | 111    | 19     |

## Palmarès

### Club

#### Competizioni nazionali
- Copa de la Liga Profesional: 1

Colón (SF): 2021
- MLS Supporters' Shield: 1

Inter Miami: 2024

#### Competizioni internazionali
- Leagues Cup: 1

Inter Miami: 2023